# Alfonso Antonio Portillo Cabrera
Alfonso Antonio Portillo Cabrera (ur. 24 września 1951) – polityk gwatemalski.
Do 1995 działacz Gwatemalskiej Partii Chrześcijańsko Demokratycznej (PDCG), później Gwatemalskiego Frontu Republikańskiego (FRG). W 1996 kandydat na prezydenta, w latach 2000–2004 prezydent. Oskarżany przez opozycję o korupcję na wielką skalę, po porażce wyborczej FRG i uchyleniu immunitetu w lutym 2004 uciekł do Meksyku. 7 października 2008 Meksyk dokonał ekstradycji byłego prezydenta.